# 洮南库蠓
洮南库蠓（学名：Culicoides taonanensis），一种发现于中华人民共和国吉林省洮南市的昆虫，隶属于蠓科库蠓属单囊亚属（Culicoides (Monoculicoides)）。

## 形态特征
正模标本为雌虫，翅长1.6毫米。两复眼分离，触角第3、8～10节有嗅觉器，触须有大而浅的感觉器窝。翅面具淡、暗斑。腹部有一延长的梨形受精囊。配模雄虫第9腹板后缘中部呈深“V”形凹陷。第9背板基部后缘中部凹陷浅，两侧呈弧形微突，两侧突短小。